# Lăstun cu piept gri
Lăstunul cu piept gri (Progne chalybea) este o specie de pasăre din familia Hirundinidae. 

## Taxonomie și etimologie
Subspeciile și arealul lor sunt:
- P. c. chalybea – (Gmelin, 1789):  se reproduce din Mexic prin America Centrală, spre sud până în centrul Braziliei și pe Trinidad
- P. c. warneri – (Phillips, A.R., 1986): găsit în vestul Mexicului.
- P. c. macrorhamphus – (Brooke, 1974): se reproduce mai la sud, în America de Sud, până în centrul Argentinei

Subspecia sudică migrează spre nord până în Venezuela în timpul iernii emisferei sudice, iar forma nominalizată întreprinde și mișcări locale după sezonul de reproducere.

## Descriere
Lăstunul cu piept gri adult are o lungime de 18 cm, o coadă bifurcată, aripi relativ late și cântărește 39 g. Masculii adulți sunt de culoare albastru-negru lucios, cu gâtul, pieptul și părțile laterale cenușiu-maroniu contrastând cu părțile inferioare albe. Femelele au culori mai șterse  decât masculul, iar puii au părțile superioare de culoare maro șters.

## Galerie

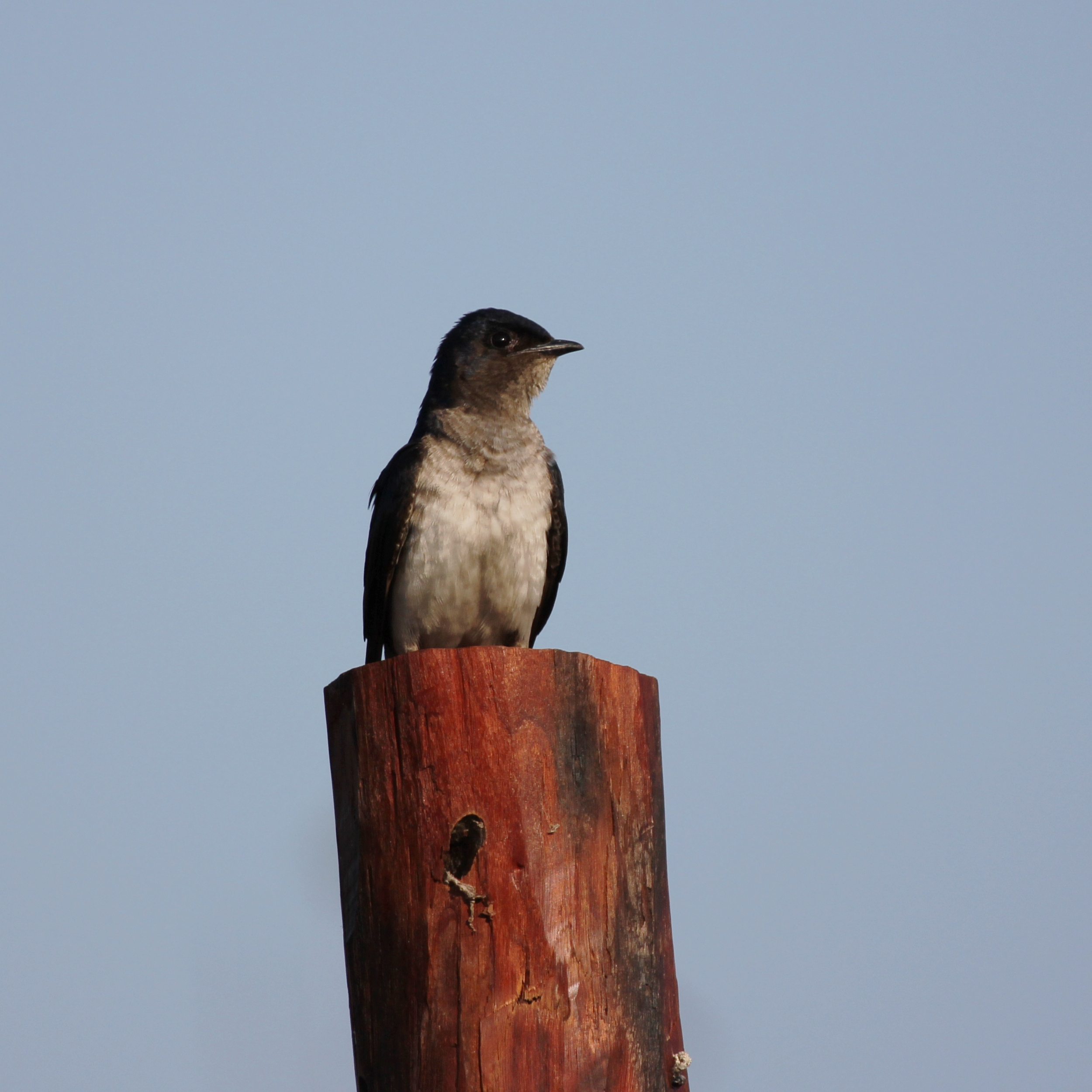
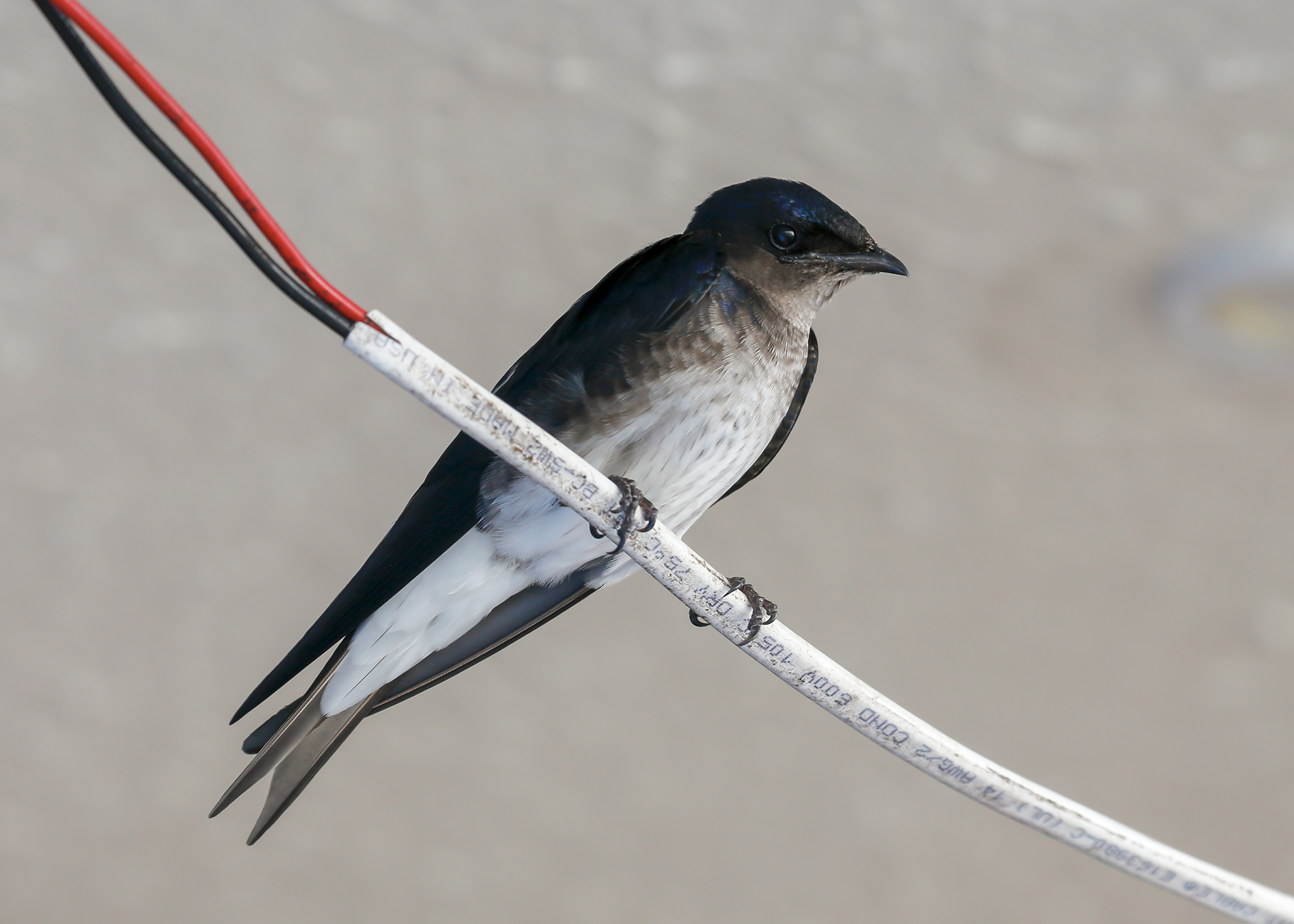
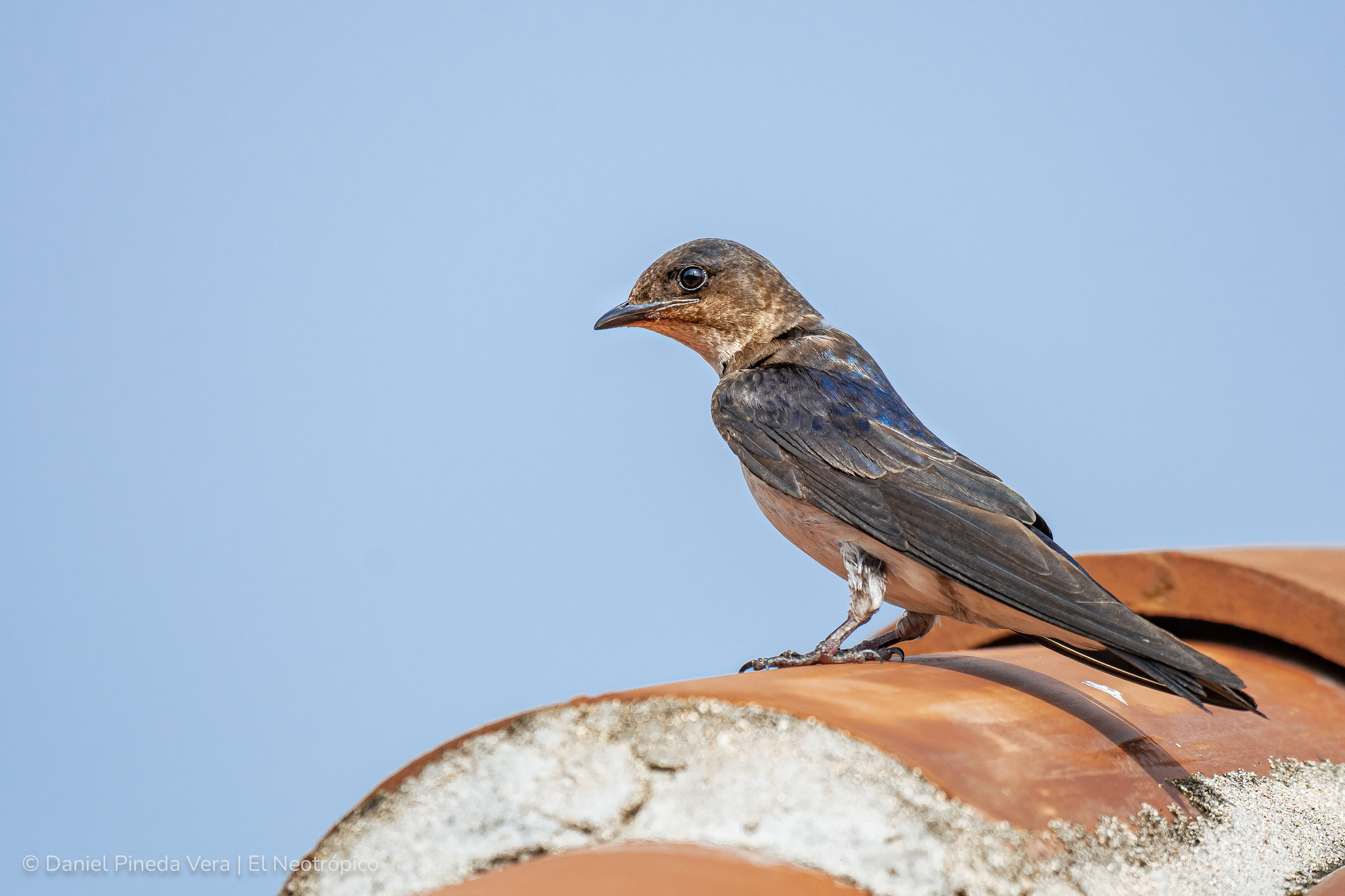